# Terobiella nigriceps
Terobiella nigriceps är en stekelart som först beskrevs av William Harris Ashmead 1904.
Terobiella nigriceps ingår i släktet Terobiella och familjen puppglanssteklar. Inga underarter finns listade i Catalogue of Life.